# 벤저민 워필드
벤저민 B. 워필드(Benjamin Breckinridge Warfield) (1851년 11월 5일 ~ 1921년 2월 16일)는 네덜란드의 아브라함 카이퍼와 헤르만 바빙크와 함께 세계 3대 칼빈주의 신학자 중 한 사람으로 프린스턴 신학교에서 1887년부터 1921년까지 교수로 재직한 신학자이다.
그는 철저하게 칼빈주의적 태도로 신학에 임했다. 그가 남긴 말 중에서도 그의 분명한 신학적 태도를 발견할 수 있다. 그는 "칼빈주의자는 모든 현상의 배후에 하나님의 임재하심을 보며, 모든 발생되는 일에서 그의 뜻을 행사하시는 하나님의 손을 인식하는 사람이며, 기도로서 하나님의 대한 영적 태도를 가지며, 구원의 모든 역사에 인간 자신을 의지하는 태도를 배제하고 하나님의 은혜에만 자신을 맡기는 사람이다."라고 말했다.

## 성경 무오성
워필드는 성경의 권위를 정립한 이론으로 가장 큰 영향을 미친 신학자이다.
그는 로마 가톨릭교회의 교황 무오류성에 맞서 성경의 무오류성을 밝혔다. 그는 성경이 영감 되었다는 사실이 성경에 독특한 권위를 부여한다고 보았다. 그는 "영감은 성령이 우리가 가진 거룩한 책들의 저자들에게 행사하신 비범하고 초자연적인 영향력이다. 이 영감 때문에 이 거룩한 책들에 기록된 말씀이 하나님의 말씀인 것이며, 하나님의 말씀이기에 전혀 오류가 없는 것이다. 물론 성경이 영감되었다 하여 성경을 기록한 저자들의 인간성과 개성이 제거된 것은 아님을 조심스럽게 강조했다. 그러나 그는 그 저자들의 인간성이 "성령의 지배를 받았으며, 그 때문에 그들이 기록한 말씀은 기록과 동시에 하나님의 말씀이 되었고 바로 그 때문에 어떤 경우에도 절대 오류가 없는 말씀이 되었다"고 역설했다.

## 삼위일체 교리
워필드는 그의 ISBE 문헌에서 삼위일체 교리의 역사적 변천과정을 연구하였다. 그것은 "동등됨의 원칙"을 삼위의 인격간에 확실히 하는 것과 "종속론"의 원소들을 부당하게 강조하는 것에 대한 논쟁을 드러내는 것이었다. 워필드는 존 칼빈이 터툴리안, 아타나시우스, 어거스틴처럼 성자하나님의 자존성을 잘 설명했다고 강조했다. 하지만 그는 그 내용을 자세히 언급하지 않았다.

## 웨스트민스터 총회
그는 웨스트민스터 총회에 관한 신학 논문에서, 웨스트민스터 신앙고백, 웨스트민스터 소요리문답, 웨스트민스터 대요리문답을 개혁주의 학문에 관한 가장 무르익은 열매라고 말하였다. 정확하고, 주의 깊게 정의된 개혁 신앙의 고백은 로마 가톨릭교회의 오류를 지적하는 데 매우 날카로운 칼날과 같다고 주장하였다. 그는 청교도 중에서 존 오언, 토머스 굿윈, 스티븐 차녹울 높이 평가했다.

## 관련인물
- 코닐리어스 반틸

### 반박한 인물
- 알브레히트 리츨

## 저서
- The Lord of Glory : A Study of the Designations of Our Lord in the New Testament with Especial Reference to His Deity, (1907) London: Hodder and Stoughton
- Counterfeit Miracles, (1918) New York : C. Scribner's — "The Thomas Smyth lectures for 1917-1918, delivered at the Columbia Theological Seminary, Columbia, South Carolina, October 4-10, 1917.", modern edition: Edinburgh: Banner of Truth, ISBN 0-85151-166-X
- Perfectionism - Articles reprinted from periodicals, etc. edited by Ethelbert D. Warfield, William Park Armstrong, and Caspar Wistar Hodge. (1931) New York : Oxford University Press.
- Calvin and Calvinism, (1931) New York ; London : Oxford University Press
- The Task and Method of Systematic Theology (1910)
- The Inspiration and Authority of the Bible / edited by Samuel G. Craig ; with an introduction by Cornelius Van Til. (1948) Philadelphia : Presbyterian and Reformed.
- Biblical and Theological Studies / edited by Samuel G. Craig, (1952) Philadelphia : Presbyterian and Reformed.
- The Plan of Salvation (2011) Amazon Kindle, ISBN: 1626309949
- The Westminster Assembly and Its Work, : Great Christian Books, ISBN: 9781610100472
- The idea of Systematic Theology in Studies in Theology ( New York: Oxford University Press, 1932)
- Selected Shorter Writings (2 vols)

### 2차 문헌
- The Theology of B.B. Warfield : A Systematic Summary ( Fred G. Zaspel; Crossway, 2010 ) ISBN 978-1-4335-2435-6

## 참고 문헌
- Cousar, R. W., Benjamin Warfield: His Christology and Soteriology, PhD thesis, Edinburgh University, 1954.
- McClanahan, James S., Benjamin B. Warfield: Historian of Doctrine in Defense of Orthodoxy, 1881-1921, PhD thesis, Union Theological Seminary in Virginia, 1988.
- Warfield Commemoration Issue, 1921-1971, The Banner of Truth, no. 89 (Feb. 1971).
- Livingstone, David N. and Mark A. Noll, "B.B. Warfield (1851-1921): A Biblical Inerrantist as Evolutionist," Isis, 91:2 (June 2000), 283-294
- The Works of Benjamin Warfield (10 vol.) ISBN: 978-0801096457